# 氢氧化亚铁
氢氧化亚铁，化学式为Fe(OH)2，几乎不溶于水，是一种碱。用碱溶液和含有亚铁离子的盐溶液反应可制得。

## 性质
氢氧化亚铁本身是白色物质，但可以被氧化为红棕色或红褐色的氢氧化铁。

## 制取氢氧化亚铁

左边第二个试管有几乎纯净的白色氢氧化亚铁。

在试管里注入少量硫酸亚铁溶液，滴入几滴煤油，用胶头滴管深入溶液液面之下滴入氢氧化钠溶液，可以看到有白色絮状沉淀生成Fe(OH)2。
- 生成的Fe(OH)2在溶液中容易被氧化为氢氧化铁。

{\displaystyle 4Fe{{\left(OH\right)}_{2}}+{{O}_{2}}+2{{H}_{2}}O=4Fe{{\left(OH\right)}_{3}}}
静置一段时间后，震荡试管，溶液中的沉淀将会变为灰绿色，最后变成红褐色的Fe(OH)3。